# 西岡里紗
西岡 里紗（にしおか りさ、1997年3月3日 - ）は、日本の元女子バスケットボール選手である。三菱電機コアラーズに所属していた。ポジションはセンター。奈良県出身。元5人制・3x3女子日本代表選手

## 来歴
真弓小でバスケットボールを始め、樟蔭東中で全国中学校体育大会、ジュニアオールスター出場。大阪桐蔭高校ではインターハイベスト16、国体3位を経験。年代別日本代表では2014年U18アジア選手権などに出場した。
卒業後の2015年、三菱電機コアラーズに入団。
2018年、女子日本代表候補に選出される。
2023年、現役引退。

### 3x3
3x3では2019年3x3女子日本代表に選出されてFIBAアジア3x3カップで銅メダル獲得。同年の3x3 U23ワールドカップでは金メダルを獲得した。同大会での優勝は男女全カテゴリー通じて日本勢初の世界大会優勝である。
2021年5月、東京オリンピック予選に出場し、3位で出場権獲得。7月、東京オリンピックに出場し、準々決勝まで進出した。

## 経歴
- 大阪桐蔭高 - 三菱電機（2015年〜2023年）

## 日本代表歴
- 2013 U-16アジア選手権
- 2014 U-17世界選手権
- 2014 U-18アジア選手権
- 2021 FIBAアジアカップ - 優勝

3x3
- 2019 アジアカップ - 3位
- 2019 U23ワールドカップ - 優勝
- 2021 東京オリンピック予選 - 3位
- 2021 東京オリンピック - 5位